# Ogenyi Onazi
Ogenyi Eddy Onazi (født 25. december 1992 i Jos, Nigeria), er en nigeriansk fodboldspiller (central midtbane), der spiller for [[]].

## Klubkarriere
Allerede som ungdomsspiller rejste Onazi til Italien, hvor han blev tilknyttet SS Lazios akademi. Han blev en del af klubbens førstehold i 2012, og spillede i løbet af de følgende fire år 76 Serie A-kampe for holdet. I sommeren 2016 blev han solgt til tyrkiske Trabzonspor for en pris på 5 millioner euro.

## Landshold
Onazi har (pr. juni 2018) spillet 51 kampe for det nigerianske landshold, som han debuterede for 13. oktober 2012 i et opgør mod Liberia. Senere samme år scorede han sit første mål for holdet i en venskabskamp mod Venezuela. Han vandt guld med Nigeria ved Africa Cup of Nations 2013, og deltog også ved både VM 2014 i Brasilien og VM 2018 i Rusland.